# Rhynchocladium steyermarkii
Rhynchocladium es un género monotípico de plantas herbáceas perteneciente a la familia de las ciperáceas. Su únicla especie, Rhynchocladium steyermarkii (T.Koyama) T.Koyama, es originaria de Venezuela.

## Taxonomía
Rhynchocladium steyermarkii fue descrita por (T.Koyama) T.Koyama y publicado en Memoirs of The New York Botanical Garden 23: 88. 1972.
Sinonimia
- Cladium steyermarkii T.Koyama	[3]